# Nowa Sól (Landgemeinde)
Die Gmina wiejska Nowa Sól ist eine selbständige Landgemeinde im Powiat Nowosolski der Woiwodschaft Lebus in Polen. Ihr Sitz befindet sich in der Stadt Nowa Sól (Neusalz an der Oder).

## Geographie
Die Landgemeinde umfasst die Stadt Nowa Sól fast vollständig, außer im Norden.

## Geschichte
Zwischen 1975 und 1998 gehörte die Gemeinde zur Woiwodschaft Zielona Góra (Grünberg/Schlesien).

## Gemeindegliederung
Die Landgemeinde, zu der die Stadt Nowa Sól selbst nicht gehört, hat eine Fläche von 176,21 km², auf der (Stand: 31. Dezember 2020) 6992 Menschen leben.
Zur Gmina gehören folgende 18 Ortschaften (deutsche Namen bis 1945) mit einem Schulzenamt:
- Buczków (Buchwald)
- Chełmek
- Ciepielów (Tschöplau, 1936–1945 Waldruh)
- Dąbrowno (Eichau)
- Jeziorna (Kattersee)
- Jodłów
- Kiełcz (Költsch)
- Lelechów (Louisdorf)
- Lipiny (Lippen)
- Lubieszów (Liebsen)
- Lubięcin (Liebenzig)
- Nowe Żabno (Neu Tschau, 1936–1945 Schliefen)
- Przyborów  (Tschiefer, 1936–1945 Zollbrücken)
- Rudno (Rauden)
- Stany (Aufhalt)
- Stara Wieś (Borgsdorf)
- Stary Staw (Teichhof)
- Wrociszów (Heinzendorf)

Weitere Orte in der Gemeinde ohne Schulzenamt sind:
- Drogoniów
- Józefów
- Odra
- Okopiec
- Porębów
- Radosławice
- Stawy

Ehemaliger Ort:
- Stare Żabno (Alt Tschau, 1936–1945 Trockenau)